# 身体疾患による精神障害
身体疾患による精神障害（しんたいしっかんによるせいしんしょうがい）とは、認知症また脳損傷や脳機能不全のような脳疾患、あるいは身体疾患のような医学的な原因に由来する精神的な症状である。アメリカ精神医学会のDSM-IVにおいては一般身体疾患による精神疾患である。これは2つの病像に分かれ、認知機能の障害と感覚（Sensory）による症候群と、その部分の機能不全が小さい知覚（Perception）や思考、気分やパーソナリティへの機能不全である。

## 定義
診断には身体疾患が、既往歴、検査によって確認されており、その精神的な症状が身体疾患の生理学的機序と関連していることが必要である。通常の精神疾患の特徴とかけ離れた発症年齢や、重症の症状はその存在の可能性がある。
DSM-IVは、一般身体疾患による認知障害（認知症含む）や、せん妄、健忘、精神病性障害、気分障害、不安障害、性機能障害、睡眠障害について言及している。
他には、認知症に伴う抑うつ、ハンチントン病の舞踏運動に先行した抑うつなどである。他に原因となる病気には、甲状腺機能亢進症あるいは低下症、糖尿病、高プロラクチン血症、更年期障害、気管支喘息、クッシング症候群といったものがある。これは原因となるすべての病気を挙げているわけではなく、さらに多様である。

## 器質性の語
身体疾患や薬物が原因でない精神疾患を厳密に表すには、原発性精神疾患の語を用いることができる。
DSM-III-Rでは、器質性障害とされていたが、ここには一般身体疾患による精神疾患と、物質誘発性障害とが含まれた。しかしこれでは、原発性精神疾患は生物学的な要因と関連がないという誤解を与えてしまうこともあった。
『ICD-10精神と行動の障害』においては、F00-F09症状性を含む器質性精神障害（Organic, including symptomatic, mental disorders）である。本来はここに含まれるが、向精神薬によるものは利便性のために別の節に分類している。しかしまた、F00-F09以外は非器質性なので脳に要因がないとはならない。『ICD-10第5章』における器質性の語は、脳や全身性の疾患ないし障害に原因があるという意味で用いられていると記されている。
DSM-IVでは、器質性の語を廃止した。一般身体疾患による精神疾患（Mental Disorders Due to General Medical Condition）を、一般身体疾患による直接の生理学的な結果であると判断される精神の症状だとしている。
DSM-5においては、他の医学的疾患によるなになに障害（-Disorder Due to Another Medical Condition）のように記され、独立した章は用意されていない。

## 分類

### 認知機能
認知症はアルツハイマー型、脳血管性疾患あるいは脳障害において出現する症候群である。意識の混濁はないが、記憶、計算、判断、理解、見当識といった高次機能に障害を示す。動機づけの低下をきたす場合があり、認知症の初期症状はうつ病による自発性の欠如などと鑑別される必要がある。また薬物（治療）による医原性の精神障害の鑑別も必要である。
ICD-10においては、F00アルツハイマー病型認知症、F01血管性認知症、F02は他のものであり、ピック病、クロイツフェルト・ヤコブ病、ハンチントン病、パーキンソン病、ヒト免疫不全ウイルス（HIV）によるものである。F02.8が他の特定のものであり、甲状腺機能低下症に伴うものや、中毒（T36-65）に伴うものなど他のものが分類される。

### それ以外
これらは、大脳病変や機能不全を伴わずに生じるため、脳損傷、脳機能不全または身体疾患によるものではない他の精神障害と同類の症状が生じうる。
ICD-10においては、脳損傷、脳機能不全または身体疾患による精神障害の分類は以下である。F04器質性健忘症候群、F05せん妄、F06他の精神障害、F07パーソナリティ障害。
抗うつ薬やステロイドの治療中に生じた軽度の気分状態は、F60.3の器質性気分（感情）障害や、F60.3の他の特定の精神障害に分類される。

## 多軸評定
DSM-IVでは、一般身体疾患による精神疾患は、多軸評定のIII軸に位置づけられる。